# Саад Ель-Хаддад
Саа́д Ель-Хадда́д (фр. Saad El Haddad, араб. سعد الحداد; нар. 24 липня 2005) — марокканський футболіст, вінгер італійського клубу «Венеція».

## Клубна кар'єра
Вихованець команд «К'єво» та «Монца». 1 серпня 2023 року приєднався до системи «Венеції». 27 червня 2024 року підписав з клубом свій перший професіональний контракт.
13 серпня 2024 року дебютував в основному складі «Венеції» в матчі Кубка Італії проти «Брешії», вийшовши на заміну Іссі Думбія. 30 серпня в поєдинку проти «Торіно» дебютував в італійській Серії A.

## Кар'єра в збірній
Виступав за збірну Марокко до 20 років. В квітні 2025 року потрапив в заявку збірної до 20 років на молодіжний Кубок африканських націй в Єгипті. На турнірі провів 5 матчів, а його команда дійшла до фіналу, де поступилась збірній ПАР .

## Статистика виступів
Станом на 29 грудня 2024 
| Клуб              | Сезон             | Чемпіонат         | Чемпіонат | Чемпіонат | Кубок | Кубок | Єврокубки | Єврокубки | Інші  | Інші | Всього | Всього |
| Клуб              | Сезон             | Дивізіон          | Матчі     | Голи      | Матчі | Голи  | Матчі     | Голи      | Матчі | Голи | Матчі  | Голи   |
| ----------------- | ----------------- | ----------------- | --------- | --------- | ----- | ----- | --------- | --------- | ----- | ---- | ------ | ------ |
| Венеція           | 2024–25           | Серія A           | 3         | 0         | 1     | 0     | —         | —         | —     | —    | 4      | 0      |
| Всього за кар'єру | Всього за кар'єру | Всього за кар'єру | 3         | 0         | 1     | 0     | 0         | 0         | 0     | 0    | 4      | 0      |